# Sened
Sened (arabe : السند), aussi appelée Qalaat Sned (قلعة السند), est une ville tunisienne située à une cinquantaine de kilomètres à l'est de Gafsa. Elle se divise entre deux sites, l'un au pied du djebel Majoura (874 mètres) et l'autre où fut construite une gare sur l'axe ferroviaire Gafsa-Sfax (ligne destinée au transport du phosphate).
Rattachée au gouvernorat de Gafsa, elle constitue une municipalité comptant 9 533 habitants en 2014 et se trouve être le chef-lieu d'une délégation du même nom.
Sened était l'uns des rares lieux de Tunisie où l'on parle un dialecte berbère qui a d'ailleurs emprunté le nom de la ville pour le désigner, le tamazight du Sened.
Ville essentiellement agricole, les ressources de Sened sont aussi tirées d'un artisanat de tissage de tapis ainsi que de sa vocation de centre administratif.
Les montagnes aux alentours de Sened, en l'occurrence le djebel Ourbat et le djebel Majoura, furent le théâtre de plusieurs combats opposant la résistance militaire tunisienne et les forces françaises durant la période du protectorat.